# Phragmatobia mustangbhoti
Phragmatobia mustangbhoti är en fjärilsart som beskrevs av Daniel 1961. Phragmatobia mustangbhoti ingår i släktet Phragmatobia och familjen björnspinnare. Inga underarter finns listade i Catalogue of Life.